# Viktoria Köln
Der FC Viktoria Köln 1904 e. V., bekannt als FC Viktoria Köln oder einfach nur Viktoria Köln, ist ein Fußballverein aus dem rechtsrheinischen Kölner Stadtteil Höhenberg. Der Verein wurde am 22. Juni 2010 als Nachfolger des insolventen SCB Viktoria Köln gegründet, der wiederum 1994 als Nachfolger des insolventen SC Viktoria Köln gegründet worden war. Der ersten Männermannschaft gelang 2019 der Aufstieg in die 3. Liga. Spielstätte ist der Sportpark Höhenberg mit einer Kapazität von 8.343 Plätzen.
Die Wurzeln des Vereins reichen zurück ins Jahr 1904, als mit dem FC Germania Kalk der älteste Stammverein gegründet wurde. Es kam zu zahlreichen Fusionen – unter den Vereinsnamen Preußen Dellbrück und SC Viktoria Köln spielte man in der damals noch erstklassigen Oberliga West beziehungsweise zwischen 1978 und 1981 in der 2. Bundesliga Nord –, ehe der Anschluss an den höherklassigen Fußball verloren ging. Mittlerweile zählt der Verein nach dem 1. FC Köln und vor dem SC Fortuna Köln wieder zu den erfolgreichsten im Kölner Fußball.

## Geschichte
Wie alle größeren Kölner Fußballvereine ist auch die Viktoria das Ergebnis mehrerer Fusionen. Damalige Stadtteilmannschaften sollten zu großen Vereinen heranwachsen mit dem Anspruch, Vereine für die ganze Stadt zu werden. Die Viktoria und ihre Vorläufervereine blieben im Bewusstsein der Kölner immer auch Repräsentanten der rechten Rheinseite. Die linksrheinischen Fußballvereine sind bzw. waren der FC, die Fortuna und der VfL 1899 bzw. deren Vorläufer.

### Strukturelle Entwicklung
Am 1. Juli 1904 wurde mit dem FC Germania Kalk der älteste Stammverein der heutigen Viktoria gegründet. Dieser fusionierte 1909 mit dem 1905 gegründeten FC Kalk zum SV Kalk 04. Zwei Jahre später folgte die Fusion mit dem 1906 gegründeten Mülheimer FC zum VfR 1904 Mülheim-Kalk. Nachdem 1910 bzw. 1914 die bisher selbständigen Städte Kalk und Mülheim nach Köln eingemeindet worden waren, erfolgte 1918 die Umbenennung in VfR Köln 04 rrh.
Ein weiterer Stammverein ist der Mülheimer SV 06. Dieser wurde 1906 als Mülheimer Ballspiel-Club gegründet und fusionierte später mit dem FC Union Mülheim zum Mülheimer SV 06. Am 29. Juli 1949 fusionierten der Mülheimer SV 06 und der VfR Köln 04 rrh. zum SC Rapid Köln, der sich im heutigen Sportpark Höhenberg niederließ. Preußen Dellbrück wurde am 6. April 1912 als FK Preußen Dellbrück gegründet. Im Januar 1919 erfolgte die Umbenennung in FV 1912 Dellbrück und 1926 die in SC Preußen Dellbrück. Am 10. Juli 1957 fusionierte der SC Rapid dann mit Preußen Dellbrück zum SC Viktoria Köln.
Am 1. Juli 1994 fusionierte der SC Viktoria Köln mit dem 1930 gegründeten SC Brück zum SCB Preußen Köln. Der Name Preußen sollte dabei an den Stammverein Preußen Dellbrück erinnern. Am 11. Juni 2002 wurde die Umbenennung von SCB Preußen Köln in SCB Viktoria Köln wirksam. Der SCB Viktoria Köln musste am 1. August 2010 Insolvenz anmelden. Um die Jugendarbeit des SCB Viktoria Köln zu retten, wurde der FC Viktoria Köln gegründet.

### Sportliche Entwicklung
Der VfR Köln 04 rrh. gewann 1926 die westdeutsche Meisterschaft und scheiterte in der ersten Runde der deutschen Meisterschaft mit 1:2 am Berliner Verein SV Norden-Nordwest. In den Jahren 1935 und 1937 sicherte sich der VfR die Meisterschaft der erstklassigen Gauliga Mittelrhein, scheiterte auf Reichsebene aber jeweils bereits in der Gruppenphase. 1947 landete die Mannschaft in der Meisterschaftsrunde der Britischen Zone nach einem 4:1-Sieg über Rot-Weiß Oberhausen auf dem dritten Platz. Die Rechtsrheinischen waren für die 1947 eingeführte Oberliga West qualifiziert. Als Tabellenvorletzter musste die Mannschaft absteigen, ein Jahr später verfehlte sie die Qualifikation für die neu eingeführte II. Division.
Ähnlich erfolgreich war der Mülheimer SV 06, der 1934 und 1940 die mittelrheinische Gaumeisterschaft gewinnen konnte. Bei den Ausscheidungsspielen zur deutschen Meisterschaft kam das Aus jeweils in der Gruppenphase. Nach dem Krieg qualifizierten sich die Mülheimer für die neu geschaffene II. Division, der Verein nahm nach der Fusion mit dem VfR 04 rrh. dort unter dem Namen SC Rapid Köln teil. Der als Hoffnungsträger gegründete SC Rapid konnte während seines knapp achtjährigen Bestehens die Erwartungen nicht erfüllen. Nach drei Jahren stieg die Mannschaft aus der II. Division ab und kehrte nicht mehr zurück.
Preußen Dellbrück, das vor dem Zweiten Weltkrieg sportlich unbedeutend war, preschte nach Kriegsende urplötzlich nach vorne. Erst nach dem vierten Entscheidungsspiel mussten die Preußen aus der Oberliga West absteigen. Nach dem direkten Wiederaufstieg wurden sie 1950 Sensations-Vizemeister. Bei der deutschen Meisterschaft verhinderte Kickers Offenbach durch einen 3:0-Sieg im Wiederholungsspiel den Dellbrücker Einzug ins Finale.

### SC Viktoria Köln
Mit der Fusion von Preußen Dellbrück und dem SC Rapid Köln sollte der Dominanz des 1. FC Köln Einhalt geboten werden. Der 1. FC, 1948 durch die Fusion des Kölner BC 01 und der SpVgg Sülz 07 entstanden, hatte sich innerhalb kürzester Zeit zu einer Spitzenmannschaft der Oberliga West entwickelt. Auch nach der Fusion spielte die Viktoria im Mittelfeld der Oberliga und konnte den Rückstand zum linksrheinischen FC nicht verringern. Bis zur Einführung der Bundesliga 1963 konnte die Viktoria den FC nur in einem einzigen Ligaspiel schlagen – und zwar mit 4:1, gleich im allerersten Spiel im Jahr 1957.
Dennoch beschäftigte die Viktoria in dieser Zeit namhafte Trainer und Spieler. Von 1958 bis 1964 wurde die Viktoria von Hennes Weisweiler trainiert. Als Spieler liefen unter anderem die späteren Bundestrainer Erich Ribbeck und Gero Bisanz oder der spätere Fortuna-Mäzen Jean Löring auf. Nach mehreren Jahren Abstiegskampf konnte sich die Mannschaft Anfang der 1960er Jahre im Mittelfeld platzieren. In der Saison 1962/63 nahm die Viktoria am Messepokal teil. In der ersten Runde trafen die Kölner auf den ungarischen Verein Ferencváros Budapest. Ein 4:3-Heimsieg reichte der Viktoria nicht, durch eine 1:4-Niederlage in Budapest schied sie aus.
Die Viktoria bewarb sich für einen Platz in der neuen Bundesliga, doch bereits bei der Bekanntgabe der ersten neun Bundesligavereine, darunter der 1. FC Köln, erhielten die Höhenberger eine Absage. Die Viktoria spielte fortan in der zweitklassigen Regionalliga West. Gleich in der ersten Spielzeit 1963/64 gelang der Mannschaft mit Rang fünf die beste Platzierung ihrer Regionalliga-Ära. Mit sieben Punkten Rückstand auf Vizemeister Wuppertaler SV war die Aufstiegsrunde zur Bundesliga in weiter Ferne.
Wie schon zu Oberliga-Zeiten rutschten die Höhenberger ins Mittelmaß der Liga ab. 1967 stieg der von dem ehemaligen Viktoriaspieler Jean Löring unterstützte SC Fortuna Köln in die Regionalliga auf. In der Saison 1968/69 stand dieser dann erstmals vor der Viktoria. Im selben Jahr konnten die Höhenberger nur aufgrund des besseren Torquotienten gegenüber Eintracht Duisburg die Klasse halten. Doch 1972 stiegen die Höhenberger als Vorletzter in die Verbandsliga Mittelrhein ab.
Den direkten Wiederaufstieg schaffte man auf kuriose Art und Weise. Als Vizemeister hinter der SpVg Frechen 20 hätte die Viktoria an der Amateurmeisterschaft teilnehmen sollen. Frechen verzichtete jedoch auf die Aufstiegsrunde, so dass die Viktoria nachrücken durfte. Mit einem 3:2-Sieg über den VfB 03 Bielefeld wurde der Wiederaufstieg gesichert. Als Tabellenletzter der Saison 1973/74 musste die Mannschaft dann erneut absteigen.
In der Saison 1974/75 sorgten die Höhenberger im DFB-Pokal für Furore. Nach Siegen über den Zweitligisten Stuttgarter Kickers und die Usinger TSG wurde in der dritten Runde der damalige Bundesligist Eintracht Braunschweig in dessen Stadion mit 2:1 besiegt. Im Achtelfinale traf die Viktoria auf den Zweitligisten Borussia Dortmund. Nach einem torlosen Remis nach Verlängerung setzten sich die Dortmunder im Wiederholungsspiel auf eigenem Platz mit 3:0 durch.
1978 wurden die Höhenberger mit elf Punkten Vorsprung auf den SV Baesweiler 09 Meister der Verbandsliga. Mit einem 4:1-Sieg beim VfL Wolfsburg konnten sie den Aufstieg in die 2. Bundesliga Nord feiern. In der Saison 1978/79 konnte die Viktoria die Klasse halten. Im letzten Heimspiel gelang ein 9:2-Sieg über Rot-Weiß Lüdenscheid. Ein Jahr später erreichte die Mannschaft mit Rang vier die beste Platzierung der Vereinsgeschichte.
In der Spielzeit 1980/81 ging es um die Qualifikation zur eingleisigen 2. Bundesliga. Als Tabellenelfter wurde die Qualifikation nur knapp verpasst, nachdem die Mannschaft von den letzten zehn Spielen nur zwei gewonnenen und fünfmal unentschieden gespielt hatte. Damit verabschiedete sich die Viktoria vom Profifußball und spielte in der Oberliga Nordrhein weiter.
Als Vizemeister der Saison 1981/82 hinter dem BV Lüttringhausen nahm die Viktoria an der Amateurmeisterschaft teil, in der sie nach zwei 1:4-Niederlagen gegen den 1. FSV Mainz 05 bereits in der ersten Runde ausschied. Zwei Jahre später wurden die Höhenberger erneut Vizemeister, dieses Mal hinter dem 1. FC Bocholt. Während der Saison konnte der SV Baesweiler 09 mit 10:0 geschlagen werden. Bei der Amateurmeisterschaft schied die Viktoria erneut in der ersten Runde aus, diesmal gegen den SC Eintracht Hamm.
Wie zu Ober- und Regionalligazeiten versank die Viktoria in den späten 1980er Jahren im Mittelmaß. Lediglich im Pokal konnten mit dem Gewinn des Mittelrheinpokals in den Jahren 1986 und 1990 Erfolge verzeichnet werden. Auch wegen rückläufiger Zuschauerzahlen plagten den Verein jedoch finanzielle Probleme, die darin kulminierten, dass er die Saison 1993/94 als Tabellenletzter abschloss.

### SCB Viktoria Köln
Der SCB Viktoria entstand am 1. Juli 1994 durch Fusion des SC Brück mit dem SC Viktoria Köln. Anfangs nannte sich der Verein noch SCB Preußen Köln, wobei der Name Preußen an den Vorgängerverein Preußen Dellbrück erinnern sollte. Trotz eines guten Starts in die Regionalligasaison 1994/95 – nach vier Spieltagen waren die Preußen Tabellenzweiter – endete die Spielzeit mit dem Abstieg in die Oberliga. 22 Spiele in Folge ohne Sieg führten die Mannschaft in die Abstiegsränge. Dennoch stellte der Verein mit Jörg Beyel den Torschützenkönig.
Zwei Jahre nach dem Abstieg aus der Regionalliga stiegen die Preußen in die nunmehr fünftklassige Verbandsliga ab. Mit elf Punkten Vorsprung auf den TSC Euskirchen schafften sie den sofortige Wiederaufstieg. Die ersten Jahre nach der Rückkehr in die Oberliga Nordrhein verliefen recht erfolgreich. Nach dem vierten Platz in der Saison 1998/99 wurde die Mannschaft ein Jahr später Vizemeister hinter dem Wuppertaler SV. Die Regionalliga wurde im Sommer 2000 von einer vier- in eine zweigleisige Liga umgewandelt, der Meistertitel hätte daher nur zur Teilnahme an der Relegation berechtigt.
Zu Beginn der 2000er Jahre befand sich der Verein erneut auf sportlicher Talfahrt. Am 11. Juni 2002 wurde die Umbenennung in SCB Viktoria Köln wirksam. Eine sportliche Renaissance wurde durch die Namensänderung nicht erreicht. Schon zwei Jahre später stieg die Viktoria aufgrund des schlechteren Torverhältnisses gegenüber dem Bonner SC in die Verbandsliga ab. 2006 drohte gar der Abstieg in die Landesliga. Erst ein 2:1-Sieg gegen den direkten Konkurrenten Westwacht Aachen sicherte den Klassenverbleib.
Nach einem zwischenzeitlichen Hoch in der Saison 2007/08, in der die Viktoria Vierter wurde, hatte der Verein erneut finanzielle Probleme. In der Spielzeit 2009/10 stieg die Mannschaft tatsächlich in die Landesliga ab. Die Höhenberger wiesen im Vergleich zu Viktoria Arnoldsweiler und dem SV Wachtberg das schlechteste Torverhältnis auf. Der SCB Viktoria trat dort jedoch nicht an, denn am 1. August 2010 beantragte der Verein die Insolvenz.

### FC Viktoria Köln
Bereits am 22. Juni 2010 wurde mit dem FC Viktoria Köln 1904 ein Nachfolgeverein gegründet. In der Spielzeit 2010/11 übernahm dieser sämtliche Jugendmannschaften des SCB Viktoria inklusive deren Ligazugehörigkeit. Der neu gegründete Verein sollte eigentlich in der Landesliga starten, wurde vom Verband entgegen vorheriger Zusagen jedoch in die Kreisliga D zurückgestuft. Am 24. Februar 2011 beschlossen die Mitglieder des FC Viktoria deshalb einstimmig die Aufnahme der ausgegliederten Seniorenfußballabteilung des FC Junkersdorf in ihren Verein. Da dieser in der Saison 2010/11 Meister der Mittelrheinliga geworden war, konnte der FC Viktoria ab der Spielzeit 2011/12 in der NRW-Liga antreten. Ab diesem Zeitpunkt engagierte sich der Unternehmer und Mäzen des TSV Germania Windeck, Franz-Josef Wernze (1948–2023), der den Verein von der Kreisliga C in die Regionalliga führte, zusätzlich bei der Viktoria.
Die mit zahlreichen Windecker Spielern verstärkte Mannschaft wurde mit einem Punkt Vorsprung auf die Sportfreunde Siegen Meister der NRW-Ligasaison 2011/12 und stellte mit Mike Wunderlich auch den Torschützenkönig. Im Saisonverlauf wurde z. B. Rot Weiss Ahlen mit 9:0 geschlagen. Die erste Saison in der Fußball-Regionalliga West (2012/13) beendete die Viktoria nach einer Startphase mit acht Siegen in Folge und nach zwei Trainerwechseln (Wolfgang Jerat für Heiko Scholz, Ralf Aussem für Jerat) auf dem 6. Tabellenplatz. In der zweiten Regionalliga-Saison 2013/14 unter dem neuen Trainer Claus-Dieter Wollitz verbesserte sich der Verein und konnte die Saison auf dem 4. Tabellenplatz abschließen. Zudem konnte 2014 der Mittelrheinpokal mit einem Sieg im Finale gegen den FC Wegberg-Beeck gewonnen werden. Somit qualifizierte sich der Verein für den DFB-Pokal 2014/15. Dort unterlag Viktoria Köln in der ersten Runde dem Erstligisten Hertha BSC.

2015 verwendetes Logo anlässlich des 111-jährigen Jubiläums

Die Saison 2014/15 verlief zunächst durchwachsen, und im Dezember 2014 trennte sich der Verein von Wollitz und verpflichtete Tomasz Kaczmarek. Dieser führte Viktoria Köln auf den dritten Tabellenplatz sowie mit einem erneuten Gewinn des Mittelrheinpokals im Finale gegen den Bonner SC zum zweiten Mal in Folge in den DFB-Pokal. Im DFB-Pokal 2015/16 erreichte Viktoria Köln mit einem 2:1 (0:1)-Sieg über den Zweitligisten Union Berlin die 2. Runde. Dort unterlag der Verein dem Erstligisten Bayer 04 Leverkusen deutlich mit 0:6 (0:3). In der Saison 2015/16 spielte die Viktoria wiederum nicht um den Aufstieg mit, sie beendete die Spielzeit erneut auf dem 3. Platz. Der Mittelrheinpokal konnte jedoch verteidigt werden. Im Finale setzte sich das Team gegen Fortuna Köln im Elfmeterschießen durch. Kaczmareks Vertrag wurde am Saisonende nicht verlängert, da dieser einen Fußballlehrer-Lehrgang begonnen hat und der Verein ihm eine solche Doppelbelastung nicht zutrauen wollte. Als Nachfolger wurde Marco Antwerpen vom Ligakonkurrenten Rot Weiss Ahlen verpflichtet.
In der ersten Runde des DFB-Pokals 2016/17 unterlag Viktoria Köln erst im Elfmeterschießen gegen den Zweitligisten 1. FC Nürnberg. Am 29. April 2017 sicherte sich die Viktoria am 31. Spieltag der Saison 2016/17 mit einem 5:1-Heimsieg über Rot-Weiß Oberhausen vorzeitig die Meisterschaft der Regionalliga West. Das Heimspiel in der Aufstiegsrunde zur 3. Liga gegen den FC Carl Zeiss Jena verlor Köln mit 2:3, in Thüringen gelang dem Verein zwar ein 1:0-Sieg, doch wegen der Auswärtstorregel verpasste die Viktoria den Aufstieg.
Im Dezember 2017 wurde Antwerpen als Trainer freigestellt, nachdem er Gespräche mit Preußen Münster geführt hatte, wohin er kurze Zeit später auch wechselte. Das Training übernahm zunächst Roland Koch, der Leiter des Nachwuchszentrums. Als neuer Trainer wurde im Januar 2018 Olaf Janßen vorgestellt, der bis Dezember 2017 Cheftrainer beim FC St. Pauli in der Zweiten Liga gewesen war. In der Meisterschaft 2017/18 belegte die Viktoria am Ende knapp hinter dem späteren Aufsteiger KFC Uerdingen 05 den zweiten Platz. Der Verein konnte aber zum vierten Mal den Mittelrheinpokal gewinnen. Viktoria gewann das Finale nach Verlängerung gegen Alemannia Aachen.
Zur Saison 2018/19 wechselte Olaf Janßen als Co-Trainer von Bruno Labbadia zum Bundesligisten VfL Wolfsburg. Als Cheftrainer folgte ihm sein Assistent Patrick Glöckner. Im DFB-Pokal 2018/19 verlor die Viktoria nach zwischenzeitlicher Führung 1:3 gegen den Erstligisten RB Leipzig. Am 3. November 2018 sicherte sich der Verein vorzeitig die Herbstmeisterschaft. Im Mai 2019 entließ der Verein Glöckner nach dem vorletzten Spieltag. Viktoria Köln stand zu diesem Zeitpunkt mit einem Punkt Vorsprung auf dem ersten Platz. Aufgrund der negativen Tendenz sah die sportliche Leitung das Ziel Aufstieg jedoch gefährdet und ersetzte Glöckner durch den bisherigen U-19-Trainer Jürgen Kohler, der zwei Tage zuvor mit der U-19 den Bundesliga-Aufstieg erreicht hatte. Auch Co-Trainer Markus Brzenska wurde beurlaubt, seine Position übernahm U-23-Trainer Özkan Turp. Beiden wurde der Leiter der Jugendabteilung, Roland Koch, beratend zur Seite gestellt. Im letzten Heimspiel der Saison am 18. Mai schaffte Viktoria Köln mit einem 1:0-Sieg gegen Borussia Mönchengladbach II den erstmaligen Aufstieg in die 3. Liga. Das entscheidende Tor erzielte Kapitän Mike Wunderlich per Elfmeter.
Als neuer Trainer für die Saison 2019/20 wurde Pavel Dotchev vorgestellt, hinzu kamen elf überwiegend Drittliga-erfahrene Neuzugänge. Die erste Drittligasaison wurde auf dem 12. Platz abgeschlossen.
Mit dem ehemaligen FC-Profi Marcel Risse konnte die Viktoria in der Saison 2020/21 einen Spieler verpflichten, der 176 Spiele in der Bundesliga und 64 Spiele in der 2. Bundesliga absolvierte. Nach einer Serie von 6 Spielen ohne Sieg trennte man sich von Pavel Dotchev, Chefscout Daniel Zillken fungierte für eine Partie als Interimstrainer. Olaf Janßen, der die Mannschaft bereits 2018 betreute, wurde Anfang Februar 2021 als neuer Cheftrainer vorgestellt. Unter Janßen konnte die Mannschaft in den verbleibenden Partien noch 7 Siege einfahren, die Viktoria beendete auch die zweite Drittligasaison auf dem 12. Platz. Den Mittelrheinpokal gewann man ebenfalls.
Gegen den Bundesligisten TSG 1899 Hoffenheim erreichte die Viktoria im DFB-Pokal 2021/22 die Verlängerung, musste sich dort aber mit 2:3 n. V. (1:1, 1:1) geschlagen geben. Die Liga beendete man auf Platz 13, den Mittelrheinpokal konnte man verteidigen.
In der Saison 2022/23 traf man am 31. August 2022 in der ersten Runde des DFB-Pokals im ausverkauften RheinEnergieSTADION auf den FC Bayern München, gegen den Rekordmeister unterlag man vor 50.000 Zuschauern 0:5 (0:2). In der Liga konnte man mit Platz 9. die beste Drittliga-Platzierung der Vereinsgeschichte erzielen. Im Finale des Mittelrheinpokal 2023 setzte man sich mit 2:0 (2:0) gegen den Regionalligisten 1. FC Düren durch. Marcel Risse und Viktoria-Rekordspieler Mike Wunderlich beendeten mit dem Sieg des Mittelrheinpokals, dem dritten in Folge, ihre Karrieren.
Am 12. August 2023 besiegte der FC Viktoria Köln in der ersten Runde des DFB-Pokals 2023/24 Bundesligist Werder Bremen mit 3:2 (0:1). In der zweiten Runde unterlag man Eintracht Frankfurt mit 0:2 (0:1). Im Viertelfinale des Mittelrheinpokal scheiterte die Viktoria mit 0:2 (0:1) an Alemannia Aachen, die Liga beendete man auf Platz 13.

## Statistiken
| Saison  | Ebene | Liga                     | Platz | Sp | S  | U  | N  | Torverhältnis | Diff | Punkte |
| ------- | ----- | ------------------------ | ----- | -- | -- | -- | -- | ------------- | ---- | ------ |
| 1957/58 | I     | Oberliga West            | 08    | 30 | 11 | 07 | 12 | 57:58         | --01 | 29:31  |
| 1958/59 | I     | Oberliga West            | 14    | 30 | 08 | 07 | 15 | 57:83         | -26  | 25:37  |
| 1959/60 | I     | Oberliga West            | 07    | 30 | 10 | 08 | 12 | 60:71         | -11  | 28:32  |
| 1960/61 | I     | Oberliga West            | 10    | 30 | 11 | 05 | 14 | 49:62         | -13  | 27:33  |
| 1961/62 | I     | Oberliga West            | 10    | 30 | 13 | 03 | 14 | 62:72         | -10  | 29:31  |
| 1962/63 | I     | Oberliga West            | 08    | 30 | 12 | 06 | 12 | 81:69         | +-12 | 30:30  |
| 1963/64 | II    | Regionalliga West        | 05    | 38 | 19 | 07 | 12 | 77:53         | +-24 | 45:31  |
| 1964/65 | II    | Regionalliga West        | 10    | 34 | 14 | 05 | 15 | 41:48         | --07 | 33:35  |
| 1965/66 | II    | Regionalliga West        | 09    | 34 | 13 | 08 | 13 | 51:59         | --08 | 34:34  |
| 1966/67 | II    | Regionalliga West        | 13    | 34 | 10 | 09 | 15 | 36:39         | --03 | 29:39  |
| 1967/68 | II    | Regionalliga West        | 10    | 34 | 12 | 07 | 15 | 48:51         | --03 | 31:37  |
| 1968/69 | II    | Regionalliga West        | 16    | 34 | 05 | 13 | 16 | 33:53         | -20  | 23:45  |
| 1969/70 | II    | Regionalliga West        | 12    | 34 | 11 | 08 | 15 | 53:57         | --04 | 30:38  |
| 1970/71 | II    | Regionalliga West        | 10    | 34 | 10 | 11 | 13 | 36:46         | -10  | 31:37  |
| 1971/72 | II    | Regionalliga West        | 17    | 34 | 06 | 09 | 19 | 34:62         | -28  | 21:47  |
| 1972/73 | III   | Verbandsliga Mittelrhein | 02    | 30 | 17 | 06 | 07 | 71:41         | +-30 | 40:20  |
| 1973/74 | II    | Regionalliga West        | 18    | 34 | 03 | 13 | 18 | 42:82         | -40  | 19:49  |
| 1974/75 | III   | Verbandsliga Mittelrhein | 05    | 32 | 13 | 12 | 07 | 45:37         | +-08 | 38:26  |
| 1975/76 | III   | Verbandsliga Mittelrhein | 03    | 30 | 19 | 04 | 07 | 70:30         | +-40 | 42:18  |
| 1976/77 | III   | Verbandsliga Mittelrhein | 03    | 30 | 17 | 08 | 05 | 58:20         | +-38 | 42:18  |
| 1977/78 | III   | Verbandsliga Mittelrhein | 01    | 30 | 25 | 04 | 01 | 85:26         | +-59 | 54:6   |
| 1978/79 | II    | 2. Bundesliga Nord       | 16    | 38 | 10 | 12 | 16 | 53:60         | --07 | 32:44  |
| 1979/80 | II    | 2. Bundesliga Nord       | 04    | 38 | 16 | 14 | 08 | 77:52         | +-25 | 46:30  |
| 1980/81 | II    | 2. Bundesliga Nord       | 11    | 42 | 14 | 13 | 15 | 67:79         | -12  | 41:43  |
| 1981/82 | III   | Oberliga Nordrhein       | 02    | 34 | 24 | 05 | 05 | 72:36         | +-36 | 53:15  |
| 1982/83 | III   | Oberliga Nordrhein       | 03    | 32 | 16 | 11 | 05 | 69:35         | +-34 | 43:21  |
| 1983/84 | III   | Oberliga Nordrhein       | 02    | 32 | 18 | 09 | 05 | 74:31         | +-43 | 45:19  |
| 1984/85 | III   | Oberliga Nordrhein       | 07    | 34 | 14 | 11 | 09 | 65:49         | +-16 | 39:29  |
| 1985/86 | III   | Oberliga Nordrhein       | 04    | 32 | 18 | 04 | 10 | 58:41         | +-17 | 40:24  |
| 1986/87 | III   | Oberliga Nordrhein       | 03    | 34 | 16 | 12 | 06 | 72:36         | +-36 | 44:24  |
| 1987/88 | III   | Oberliga Nordrhein       | 06    | 34 | 15 | 12 | 07 | 63:47         | +-16 | 42:26  |
| 1988/89 | III   | Oberliga Nordrhein       | 06    | 36 | 15 | 09 | 12 | 75:45         | +-30 | 39:33  |
| 1989/90 | III   | Oberliga Nordrhein       | 10    | 34 | 12 | 11 | 11 | 56:48         | +-08 | 35:33  |
| 1990/91 | III   | Oberliga Nordrhein       | 11    | 32 | 11 | 07 | 14 | 58:65         | --07 | 29:35  |
| 1991/92 | III   | Oberliga Nordrhein       | 09    | 30 | 11 | 10 | 09 | 38:39         | --01 | 32:28  |
| 1992/93 | III   | Oberliga Nordrhein       | 06    | 30 | 12 | 07 | 11 | 46:47         | --01 | 31:29  |
| 1993/94 | III   | Oberliga Nordrhein       | 16    | 30 | 04 | 07 | 19 | 32:67         | -35  | 15:45  |

| Saison    | Ebene | Liga                      | Platz | Sp | S  | U  | N  | Torverhältnis | Diff | Punkte |
| --------- | ----- | ------------------------- | ----- | -- | -- | -- | -- | ------------- | ---- | ------ |
| 1994/95   | III   | Regionalliga West/Südwest | 16    | 34 | 07 | 08 | 19 | 45:78         | -33  | 22:46  |
| 1995/96   | IV    | Oberliga Nordrhein        | 07    | 30 | 11 | 10 | 09 | 39:37         | +-02 | 43     |
| 1996/97   | IV    | Oberliga Nordrhein        | 14    | 28 | 06 | 08 | 14 | 27:48         | -21  | 26     |
| 1997/98   | V     | Verbandsliga Mittelrhein  | 01    | 30 | 24 | 05 | 01 | 69:17         | +-52 | 77     |
| 1998/99   | IV    | Oberliga Nordrhein        | 04    | 30 | 16 | 07 | 07 | 45:33         | +-12 | 55     |
| 1999/2000 | IV    | Oberliga Nordrhein        | 02    | 30 | 15 | 10 | 05 | 47:28         | +-19 | 55     |
| 2000/01   | IV    | Oberliga Nordrhein        | 13    | 34 | 11 | 09 | 14 | 49:53         | --04 | 42     |
| 2001/02   | IV    | Oberliga Nordrhein        | 11    | 34 | 14 | 04 | 16 | 55:70         | -15  | 46     |
| 2002/03   | IV    | Oberliga Nordrhein        | 11    | 32 | 10 | 06 | 16 | 36:57         | -21  | 36     |
| 2003/04   | IV    | Oberliga Nordrhein        | 16    | 34 | 10 | 06 | 18 | 45:74         | -29  | 36     |
| 2004/05   | V     | Verbandsliga Mittelrhein  | 11    | 28 | 09 | 06 | 13 | 50:51         | --01 | 33     |
| 2005/06   | V     | Verbandsliga Mittelrhein  | 12    | 30 | 09 | 08 | 13 | 45:55         | -10  | 35     |
| 2006/07   | V     | Verbandsliga Mittelrhein  | 08    | 30 | 11 | 08 | 11 | 43:50         | --07 | 41     |
| 2007/08   | V     | Verbandsliga Mittelrhein  | 04    | 30 | 18 | 04 | 08 | 55:33         | +-22 | 58     |
| 2008/09   | VI    | Mittelrheinliga           | 09    | 30 | 10 | 08 | 12 | 46:50         | --04 | 38     |
| 2009/10   | VI    | Mittelrheinliga           | 14    | 28 | 09 | 04 | 15 | 27:47         | -20  | 31     |

| Saison  | Ebene | Liga              | Platz | Sp | S  | U  | N  | Torverhältnis | Diff | Punkte |
| ------- | ----- | ----------------- | ----- | -- | -- | -- | -- | ------------- | ---- | ------ |
| 2011/12 | V     | NRW-Liga          | 01    | 34 | 25 | 04 | 05 | 102:27        | +-75 | 79     |
| 2012/13 | IV    | Regionalliga West | 06    | 38 | 18 | 07 | 13 | 075:66        | +-09 | 61     |
| 2013/14 | IV    | Regionalliga West | 04    | 36 | 17 | 14 | 05 | 062:39        | +-23 | 65     |
| 2014/15 | IV    | Regionalliga West | 03    | 34 | 19 | 09 | 06 | 070:29        | +-41 | 66     |
| 2015/16 | IV    | Regionalliga West | 03    | 36 | 17 | 12 | 07 | 066:36        | +-30 | 63     |
| 2016/17 | IV    | Regionalliga West | 01    | 34 | 23 | 03 | 08 | 091:42        | +-49 | 72     |
| 2017/18 | IV    | Regionalliga West | 02    | 34 | 21 | 09 | 04 | 085:36        | +-49 | 72     |
| 2018/19 | IV    | Regionalliga West | 01    | 34 | 19 | 10 | 05 | 062:30        | +-32 | 67     |
| 2019/20 | III   | 3. Liga           | 12    | 38 | 14 | 09 | 15 | 065:71        | -+06 | 51     |
| 2020/21 | III   | 3. Liga           | 12    | 38 | 13 | 12 | 13 | 052:59        | -+07 | 51     |
| 2021/22 | III   | 3. Liga           | 13    | 36 | 12 | 09 | 15 | 039:52        | -+13 | 45     |
| 2022/23 | III   | 3. Liga           | 09    | 38 | 14 | 13 | 11 | 058:53        | +-05 | 55     |
| 2023/24 | III   | 3. Liga           | 13    | 38 | 13 | 10 | 15 | 059:65        | -+06 | 49     |
| 2024/25 | III   | 3. Liga           | 06    | 38 | 18 | 05 | 15 | 059:48        | +-11 | 59     |

 Legende: :Meister + ↑ Aufstieg :Meister :↑ Aufstieg :↓ Abstieg

### Erfolge
- Meister der Regionalliga West (2): 2016/17, 2018/19
  - Vizemeister (1): 2017/18
- Meister der NRW-Liga: 2011/12
- Meister der Verbandsliga Mittelrhein (2): 1977/78, 1997/98
- Mittelrheinpokal-Sieger (10): 1985/86, 1989/90, 2013/14, 2014/15, 2015/16, 2017/18, 2020/21, 2021/22, 2022/23, 2024/25

### Die Viktoria in Ewigen Tabellen
Stand: Saisonende 2024/25
- Ewige Tabelle der 2. Bundesliga: 82. Platz, 159 Punkte
- Ewige Tabelle der 3. Liga: 25. Platz, 310 Punkte
- Ewige Tabelle der Regionalliga West: 12. Platz, 466 Punkte
- Ewige Tabelle des DFB-Pokals: 84. Platz, 27 Punkte (SC Viktoria); 194. Platz, 7 Punkte (FC Viktoria)
- Ewige Tabelle der NRW-Liga: 15. Platz, 79 Punkte

### Individuelle Auszeichnungen
| Spieler         | Nat.                  | Saison  | Tore | Wettbewerb        |
| --------------- | --------------------- | ------- | ---- | ----------------- |
| Mike Wunderlich | Deutschland           | 2011/12 | 32   | NRW-Liga          |
| Mike Wunderlich | Deutschland           | 2015/16 | 04 1 | Mittelrheinpokal  |
| Mike Wunderlich | Deutschland           | 2016/17 | 29   | Regionalliga West |
| David Jansen    | Deutschland           | 2016/17 | 06   | Mittelrheinpokal  |
| Marc Brašnić    | Kroatien              | 2017/18 | 06   | Mittelrheinpokal  |
| André Becker    | Deutschland Brasilien | 2022/23 | 08   | Mittelrheinpokal  |

| Spieler         | Nat.        | Saison  |
| --------------- | ----------- | ------- |
| Mike Wunderlich | Deutschland | 2011/12 |

## Erste Mannschaft

### Kader zur Saison 2025/26
Stand: 21. Juli 2025
| Nr.        | Nat.        | Spieler            | im Verein seit | Vertrag bis | letzter Verein            |
| Tor        | Tor         | Tor                | Tor            | Tor         | Tor                       |
| ---------- | ----------- | ------------------ | -------------- | ----------- | ------------------------- |
| 01         | Deutschland | Dudu               | 2024           | 2026        | Werder Bremen             |
| 27         | Deutschland | Arne Schulz        | 2025           | 2027        | SC Paderborn 07           |
| Abwehr     |             |                    |                |             |                           |
| 02         | Deutschland | Lars Dietz         | 2022           | 2026        | Würzburger Kickers        |
| 07         | Deutschland | Simon Handle       | 2017           | 2026        | SV Elversberg             |
| 15         | Deutschland | Christoph Greger   | 2021           | 2026        | SpVgg Unterhaching        |
| 19         | Deutschland | Meiko Sponsel      | 2025           | 2027        | 1. FC Köln                |
| 22         | Deutschland | Verthomy Boboy     | 2025           | 2026        | Standard Lüttich          |
| 33         | Deutschland | Jonah Sticker      | 2022           | 2027        | SC Fortuna Köln [Jugend]  |
| Mittelfeld |             |                    |                |             |                           |
| 05         | Deutschland | Leonhard Münst     | 2025           | 2027        | VfB Stuttgart II          |
| 06         | Deutschland | Tobias Eisenhuth   | 2025           | 2026        | SSV Jahn Regensburg       |
| 08         | Deutschland | Florian Engelhardt | 2021           | 2026        | SC Fortuna Köln [Jugend]  |
| 11         | Deutschland | Robin Velasco      | 2024           | 2026        | VfB Lübeck                |
| 17         | Deutschland | Marco Pledl        | 2025           | 2027        | SC Paderborn 07 II        |
| 18         | Deutschland | Tim Kloss          | 2025           | 2027        | TSV 1860 München          |
| 21         | Deutschland | Lucas Wolf         | 2025           | 2027        | SV Sandhausen             |
| 38         | Deutschland | Samuele Carella    | 2024           | 2027        | 1. FC Köln [Jugend]       |
| Angriff    |             |                    |                |             |                           |
| 09         | Deutschland | Lex-Tyger Lobinger | 2024           | 2026        | 1. FC Kaiserslautern      |
| 10         | Deutschland | David Otto         | 2025           | 2027        | SV Sandhausen             |
| 14         | Deutschland | Raphael Ott        | 2025           | 2027        | TSV 1860 München          |
| 23         | Deutschland | Benjamin Zank      | 2025           | 2027        | FC Carl Zeiss Jena        |
| 25         | Deutschland | Diego Perri U19    | 2023           | 2027        | FC Rheinsüd Köln [Jugend] |
| 29         | Deutschland | Leander Popp       | 2025           | 2026        | SpVgg Greuther Fürth      |
| 30         | Deutschland | Yannick Tonye      | 2025           | 2027        | FC Schalke 04 II          |

- als Spieler unter Vertrag, aber für den Trainerstab vorgesehen: Kevin Rauhut

### Wechsel der Saison 2025/26
Stand: 12. Juli 2025
| Zugänge        | Zugänge                      |
| Spieler        | Abgebender Verein            |
| Sommer 2025    | Sommer 2025                  |
| -------------- | ---------------------------- |
| Verthomy Boboy | Standard Lüttich             |
| Tim Kloss      | TSV 1860 München             |
| Leonhard Münst | VfB Stuttgart II             |
| Raphael Ott    | TSV 1860 München             |
| David Otto     | SV Sandhausen                |
| Marco Pledl    | SC Paderborn 07 II           |
| Leander Popp   | SpVgg Greuther Fürth (Leihe) |
| Arne Schulz    | SC Paderborn 07              |
| Meiko Sponsel  | 1. FC Köln                   |
| Yannick Tonye  | FC Schalke 04 II             |
| Lucas Wolf     | SV Sandhausen                |
| Benjamin Zank  | FC Carl Zeiss Jena           |

| Abgänge              | Abgänge                            |
| Spieler              | Aufnehmender Verein                |
| Sommer 2025          | Sommer 2025                        |
| -------------------- | ---------------------------------- |
| Donny Bogićević      | SV Wehen Wiesbaden                 |
| Lucas Cueto          | Bonner SC                          |
| Malek El Mala        | 1. FC Köln (Leihende) 1            |
| Saïd El Mala         | 1. FC Köln (Leihende) 1            |
| Moritz Fritz         | FC Carl Zeiss Jena                 |
| Serhat-Semih Güler   | SV Darmstadt 98                    |
| Oskar Hill           | SpVg Frechen 20 (Leihe)            |
| Zoumana Keita        | RSC Anderlecht                     |
| Patrick Koronkiewicz | Vertragsende; Ziel unbekannt       |
| Enrique Lofolomo     | SV Zulte Waregem                   |
| Sidny Lopes Cabral   | CF Estrela Amadora                 |
| Niklas May           | SV Wehen Wiesbaden                 |
| Luca de Meester      | SV Sandhausen                      |
| Suheyel Najar        | SC Fortuna Köln                    |
| Oleksandr Petrenko   | Bayer 04 Leverkusen U19 (Leihende) |
| Paul Pöpperl         | FC Schalke 04 II (Leihende)        |
| Kwabe Schulz         | SV Sandhausen                      |
| Albion Vrenezi       | Vertragsauflösung; Ziel unbekannt  |

### Trainer- und Betreuerstab zur Saison 2025/26
(Stand: 18. Juli 2025)
| Nat.                   | Name               | Funktion                  |
| Trainerstab            | Trainerstab        | Trainerstab               |
| ---------------------- | ------------------ | ------------------------- |
| Deutschland            | Marian Wilhelm     | Cheftrainer               |
| Deutschland            | Kristopher Fetz    | Co-Trainer                |
| Deutschland            | Fynn Fust          | Co-Trainer Analyse        |
| Deutschland            | Kevin Rauhut       | Torwarttrainer            |
| Deutschland            | Florian Braband    | Athletiktrainer           |
| Deutschland            | Patrick Loch       | Rehatrainer               |
| Medizinische Abteilung |                    |                           |
| Deutschland            | Marc Horlitz       | Mannschaftsarzt Internist |
| Deutschland            | Max Wittenberg MPK | Mannschaftsarzt           |
| Deutschland            | Achim Münster MPK  | Mannschaftsarzt           |
| Deutschland            | Helmut Pottkämper  | Mannschaftsarzt           |
| Deutschland            | Oliver Pottkämper  | Mannschaftsarzt           |
| Deutschland            | Eduard Gorr        | Sportkardiologe           |
| Deutschland            | Albert Czerner     | Physiotherapeut           |
| Deutschland            | Christian Weber    | Physiotherapeut           |
| Betreuer               |                    |                           |
| Deutschland            | Halil Özcelik      | Teammanager               |
| Deutschland            | Dieter Schick      | Zeugwart                  |
| Sportliche Leitung     |                    |                           |
| Deutschland            | Franz Wunderlich   | Sport-Vorstand            |
| Deutschland            | Stephan Küsters    | Sportlicher Leiter        |
| Deutschland            | Valentin Schäfer   | Kaderplaner & Chefscout   |

## Nachwuchsabteilung

### Zweite Mannschaft
FC Viktoria Köln II, die zweite Herrenmannschaft, spielte in der Saison 2019/20 in der sechstklassigen Staffel 1 der Landesliga Mittelrhein. Als Meister der Staffel 1 der Bezirksliga Mittelrhein gelang 2017 der Aufstieg in die Landesliga, nach nur einer Saison der Ligazugehörigkeit. Die zweite Mannschaft sollte nicht als „traditionelles“ Auffangbecken für die Profis angesehen werden, sondern als „perspektivische Alternative“ um Erfahrungen im Seniorenbereich zu sammeln. Am 7. Juni 2020 gab der Verein bekannt, dass man die zweite Mannschaft zur Saison 2020/21 vom Spielbetrieb abmelden werde, der Schwerpunkt soll somit im Nachwuchsbereich in Richtung U19 und U17 verlagert werden.

### Nachwuchsleistungszentrum
Am 14. Dezember 2013 wurde der Grundstein für die Generalsanierung und Erweiterung des Jugend- und Leistungszentrums „Hennes Weisweiler“ im Sportpark Höhenberg gelegt. Der Namensgeber, Hennes Weisweiler, war von 1958 bis 1964 Trainer des SC Viktoria Köln. Der Verein konnte bereits am 26. Juli 2014 die Eröffnung des Jugend- und Leistungszentrum feiern. Am 1. Juli 2017 übernahm Roland Koch den Posten des Leiters des Jugend- und Leistungszentrums, unter seiner Leitung erfolgte die Anerkennung als Nachwuchsleistungszentrum durch den DFB. Seit dem 1. Juli 2019 ist das Jugend- und Leistungszentrum „Hennes Weisweiler“ offiziell eines von 56 lizenzierten Nachwuchsleistungszentren. Zum Ende der Saison 2019/20 verließ Roland Koch den Verein um eine kreative Pause einzulegen. Zum 1. Juli 2020 übernahmen Christoph John und Yannik Hohmann die Leitung des NLZ.
Mit Youssef Amyn wurde im September 2021 zum ersten Mal ein aktiver Spieler des FC Viktoria in eine DFB-Auswahl berufen.
In der Saison 2021/22 kamen mit: İlhan Altuntaş, Youssef Amyn, Florian Heister, Benjamin Hemcke, Alexander Höck, Seok-ju Hong, Kai Klefisch, David Kubatta, Niklas May, Oualid Mhamdi, Tim Schirmer und Joel Vieting 12 Spieler zum Einsatz, die einer Viktoria-Jugendmannschaft angehörten.
(zu Saisonbeginn 2025/26)
| Leitung                  | Leitung         | Leitung                          |
| Funktion                 | Name            | seit                             |
| ------------------------ | --------------- | -------------------------------- |
| Organisatorischer Leiter | Thomas Skropke  | Juli 2025                        |
| Sportlicher Leiter       | Christoph John  | Juli 2020                        |
| Mannschaften             |                 |                                  |
| Altersklasse             | Trainer         | Liga (Stufe)                     |
| A-Junioren (U19)         | Pietro Schiavo  | U19-DFB-Nachwuchsliga (I)        |
| B1-Junioren (U17)        | Sebastian Lohr  | U17-DFB-Nachwuchsliga (I)        |
| B2-Junioren (U16)        | Hasan Arican    | WDFV-U16-Nachwuchscup (I)        |
| C1-Junioren (U15)        | Joris Wittkugel | C-Junioren Regionalliga West (I) |
| C2-Junioren (U14)        | Leonard Meyer   | U 14-Junioren-Nachwuchs-Cup      |

## Stadion
| Saison      | Wettbewerb        | Heimspiele | Zuschauer   | Zuschauerschnitt |
| ----------- | ----------------- | ---------- | ----------- | ---------------- |
| 2024/25     | 3. Liga           | 19         | 88.111      | 4.637            |
| 2023/24     | 3. Liga           | 19         | 78.307      | 4.121            |
| 2023/24     | DFB-Pokal         | 02         | 016.686     | 8.343            |
| 2022/23     | 3. Liga           | 19         | 63.858      | 3.361            |
| 2022/23     | DFB-Pokal         | 01         | 050.000 RES | 50.000           |
| 2021/22 P T | 3. Liga           | 18         | 45.611      | 2.534            |
| 2021/22 P   | DFB-Pokal         | 01         | 03.402      | 3.402            |
| 2020/21 P   | 3. Liga           | 19         | 01.323      | 070              |
| 2019/20 P   | 3. Liga           | 19         | 38.944      | 2.052            |
| 2018/19     | Mittelrheinpokal  | 01         | 04.100      | 4.100            |
| 2018/19     | Regionalliga West | 17         | 23.013      | 1.354            |
| 2018/19     | DFB-Pokal         | 01         | 04.712      | 4.712            |
| 2017/18     | Mittelrheinpokal  | 01         | 04.386      | 4.386            |
| 2017/18     | Regionalliga West | 17         | 16.552      | 0974             |
| 2016/17     | Regionalliga West | 17         | 17.888      | 1.052            |
| 2016/17     | DFB-Pokal         | 01         | 04.787      | 4.787            |
| 2015/16     | Mittelrheinpokal  | 02         | 0466        | 0233             |
| 2015/16     | Regionalliga West | 18         | 15.762      | 0876             |
| 2015/16     | DFB-Pokal         | 02         | 10.717      | 5.358            |
| 2014/15     | Regionalliga West | 17         | 18.178      | 1.069            |
| 2014/15     | DFB-Pokal         | 01         | 05.239      | 5.239            |
| 2013/14     | Regionalliga West | 18         | 20.765      | 1.154            |
| 2012/13     | Mittelrheinpokal  | 02         | 03.538      | 1.769            |
| 2012/13     | Regionalliga West | 19         | 28.510      | 1.501            |
| 2011/12     | NRW-Liga          | 17         | 16.525      | 0972             |
| 2011/12     | Mittelrheinpokal  | 01         | 0561        | 0561             |

 Legende: :Liga :Verbandspokal :DFB-Pokal

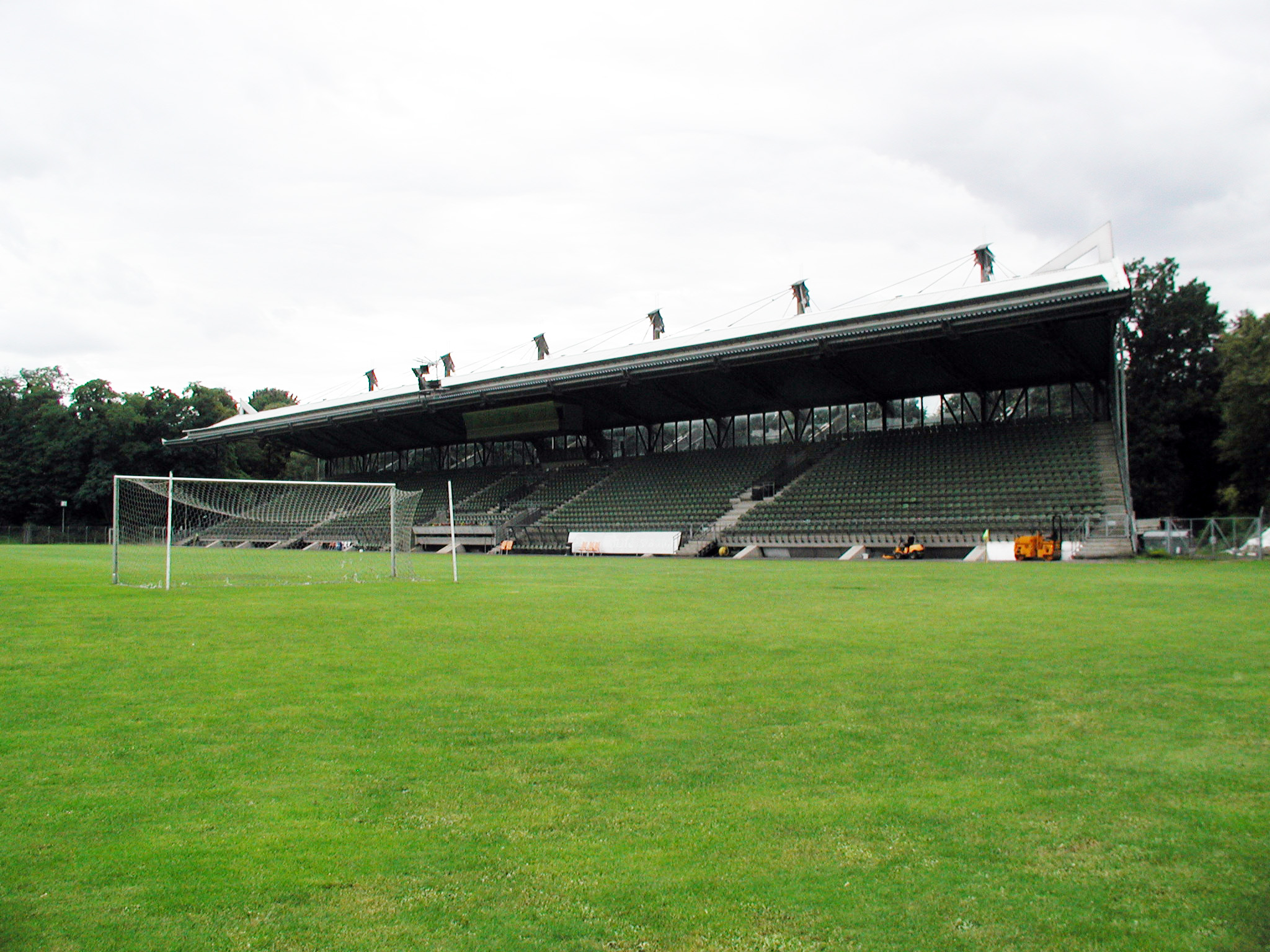
Haupttribüne des Stadions

Spielstätte der Viktoria ist der Sportpark Höhenberg, der auch unter dem Namen „Flughafen-Stadion“ bekannt ist. Das Stadion wurde zwischen 1929 und 1931 komplett umgebaut. Das erste Spiel nach dem Umbau fand am 20. September 1931 statt, Gegner war der FC Schalke 04. Die Haupttribüne bietet 3.014 überdachte Sitzplätze.
Für die Regionalliga-Saison 2012/13 wurden umfangreiche Modernisierungsarbeiten durchgeführt. Von Mai bis August 2012 wurde der Sportpark Höhenberg für 1,1 Mio. Euro saniert. Unter anderem wurde eine Flutlichtanlage installiert, die auch den Ansprüchen höherer Spielklassen genügen soll. Das Stadion bot nach dem Umbau Platz für 6.214 Zuschauer.
Im Rahmen von Konföderationenpokal 2005 und Weltmeisterschaft 2006 nutzten die Fußballnationalmannschaften von Tunesien, Japan und Frankreich den Sportpark für Trainingseinheiten. Neben dem Stadion befindet sich außerdem ein Kunstrasenplatz, auf dem die Nachwuchsmannschaften der Viktoria spielen und trainieren.
Im August 2014 machte Viktorias Mäzen Franz-Josef Wernze Pläne für ein neues Stadion bekannt, da der Sportpark Höhenberg im damaligen Zustand nicht drittligatauglich war. Wernze nannte dabei den GelreDome im niederländischen Arnheim als Vorbild und brachte eine gemeinsame Nutzung durch die Viktoria und Fortuna Köln ins Gespräch. Die Stadt Köln befasste sich 2018 ebenfalls mit Plänen für einen Neubau, im Kölner Stadtteil Stammheim wolle man ein Stadion mit einer Kapazität von 10.000 Zuschauern errichten, welches durch die Viktoria und Fortuna Köln genutzt wird.
Nach dem Aufstieg in die 3. Fußball-Liga 2019/20 musste der Sportpark Höhenberg den Anforderungen der Liga, u. a. mindestens 10.000 Zuschauerplätze, angepasst werden. Mitte Juni 2019 gab der DFB seine Zustimmung, unter der Bedingung, dass die Kölner Ämter ebenfalls grünes Licht für den Umbau geben. Als letztes stimmte das Umweltamt der Stadt zu und Viktoria darf seine Heimspiele der 3. Liga im Sportpark austragen. In der Sommerpause 2021 wurde der Sportpark Höhenberg, wie es das Statut der 3. Liga vorsieht, mit einer Rasenheizung ausgestattet, dabei erneuerte man auch den Schichtaufbau, das Entwässerungssystem sowie 8.362 m² Rasen. Zusätzlich wurde im Stadion eine LED-Bande mit einer Länge von 105 Metern installiert.
Nach der Senkung der Mindestkapazität für Drittligastadien zur Saison 2022/23 durch den DFB entschied man sich für die Demontage eines Teils der 2019 errichteten Stahlrohrtribüne, dadurch verringerte sich die Gesamtkapazität auf 8.343 Plätze, davon 5.117 Steh- und 3.226 Sitzplätze.

## Persönlichkeiten

### Trainer
| Trainer            | Nat.        | Amtszeit        |
| ------------------ | ----------- | --------------- |
| Jean Paffrath      | Deutschland | 07/1957–06/1958 |
| Hennes Weisweiler  | Deutschland | 07/1958–04/1964 |
| Bernd Oles         | Deutschland | 07/1964–06/1965 |
| J. Szatkowski      | Deutschland | 07/1965–11/1965 |
| Günter Klemm       | Deutschland | 11/1965–02/1967 |
| Eduard Frühwirth   | Osterreich  | 02/1967–06/1969 |
| Hans Neuschäfer    | Deutschland | 07/1969–06/1971 |
| Coşkun Taş         | Turkei      | 07/1971–06/1972 |
| Rudolf Pöggeler    | Deutschland | 07/1971–10/1973 |
| Ernst-Günter Habig | Deutschland | 11/1973–06/1975 |
| Fritz Pott         | Deutschland | 07/1978–03/1979 |
| Ernst-Günter Habig | Deutschland | 03/1979–06/1981 |
| Heinz Hornig       | Deutschland | 07/1981–06/1985 |
| Willibert Kremer   | Deutschland | 07/1986–06/1988 |
| Willi Hölzgen      | Deutschland | 07/1988–06/1990 |
| Wilfried Hannes    | Deutschland | 07/1990–03/1991 |
| Willi Hölzgen      | Deutschland | 03/1991–06/1991 |
| Karlheinz Höfer    | Deutschland | 07/1991–06/1993 |
| Tony Woodcock      | England     | 03/1994–06/1994 |

| Trainer            | Nat.        | Amtszeit        |
| ------------------ | ----------- | --------------- |
| Klaus Bruckmann    | Deutschland | 07/1994–10/1994 |
| Hans-Werner Moors  | Deutschland | 10/1994–03/1995 |
| Tony Woodcock      | England     | 04/1995–06/1995 |
| Matthias Hönerbach | Deutschland | 07/1996–12/2003 |
| Daniel Janssen     | Deutschland | 01/2004–06/2006 |
| Martin Siegbert    | Deutschland | 07/2006–11/2006 |
| Thomas Klimmeck    | Deutschland | 11/2006–07/2007 |
| Jürgen Radschuweit | Deutschland | 07/2007–08/2007 |
| Konrad Czarnetzki  | Deutschland | 08/2007–04/2008 |
| Oliver Zeppenfeld  | Deutschland | 05/2008–06/2008 |
| Armin Görgens      | Deutschland | 07/2008–10/2008 |
| Jürgen Radschuweit | Deutschland | 10/2008–12/2008 |
| Giuseppe Brunetto  | Italien     | 10/2008–12/2008 |
| Murat Alkan        | Deutschland | 12/2008–06/2009 |
| Christian Titz     | Deutschland | 07/2009–12/2009 |

| Trainer                    | Nat.        | Amtszeit        |
| -------------------------- | ----------- | --------------- |
| Heiko Scholz               | Deutschland | 07/2011–11/2012 |
| Wolfgang Jerat             | Deutschland | 11/2012–01/2013 |
| Ralf Aussem                | Deutschland | 01/2013–05/2013 |
| Franz Wunderlich (interim) | Deutschland | 25.05.2013      |
| Claus-Dieter Wollitz       | Deutschland | 06/2013–12/2014 |
| Alexander Voigt (interim)  | Deutschland | 13.12.2014      |
| Tomasz Kaczmarek           | Polen       | 01/2015–06/2016 |
| Marco Antwerpen            | Deutschland | 07/2016–12/2017 |
| Roland Koch (interim)      | Deutschland | 12/2017         |
| Olaf Janßen                | Deutschland | 01/2018–06/2018 |
| Patrick Glöckner           | Deutschland | 07/2018–05/2019 |
| Jürgen Kohler (interim)    | Deutschland | 18.05.2019      |
| Pavel Dotchev              | Bulgarien   | 06/2019–01/2021 |
| Daniel Zillken (interim)   | Deutschland | 26.01.2021      |
| Olaf Janßen                | Deutschland | 02/2021–06/2025 |
| Marian Wilhelm             | Deutschland | seit 07/2025    |

### Präsidenten
| Verein            | Präsident             | Nat.        | Amtszeit        |
| ----------------- | --------------------- | ----------- | --------------- |
| SC Viktoria Köln  | Rolf Gräfe            | Deutschland | 1963–1965       |
| SC Viktoria Köln  | Friedrich Kaven       | Deutschland | 1965–1974       |
| SC Viktoria Köln  | Heinz Wolke           | Deutschland | 1974–1986       |
| SC Viktoria Köln  | Theo Blass            | Deutschland | 1986–1989       |
| SC Viktoria Köln  | Bernd Kolle           | Deutschland | 1989–1994       |
| SCB Viktoria Köln | Winfried Pütz         | Deutschland | 1994–2008       |
| SCB Viktoria Köln | Guido Graf            | Deutschland | 2008            |
| SCB Viktoria Köln | Robert Dieter Flothen | Deutschland | 2009–2010       |
| FC Viktoria Köln  | Tobias Kollmann       | Deutschland | 2010–06/2012    |
| FC Viktoria Köln  | Günter Pütz           | Deutschland | 07/2012–11/2022 |
| FC Viktoria Köln  | Holger Kirsch         | Deutschland | seit 12/2023    |

### Ehrenmitglieder
Bekannte Ehrenmitglieder der Viktoria sind unter anderem:
- Hans-Ludwig „Bubi“ Brühl
- Micky Brühl
- Heinz Ganss
- Tom Gerhardt
- Johannes Gokus
- Florian Hempel
- Heinz Hornig
- Heiner Lauterbach
- Günther Antonius „Bömmel“ Lückerath
- Klaus Lückerath
- Andreas Rettig
- Erich Ribbeck
- Erry Stoklosa
- Detlef Vorholt
- Hennes Weisweiler†
- Sven Welter
- Franz-Josef Wernze†
- Jack White

### Ehemalige Spieler

#### SC Viktoria
- Paul Alger
- Ralf Aussem
- Vladimir Beara
- Gero Bisanz
- Matthias Brücken
- Klaus Büchel
- Rainer Frömberg
- Jürgen Glowacz
- Bernhard Hermes
- Horst Holubeck
- Jürgen Jendrossek
- Günther Klemm
- Dieter Klever
- Willibert Kremer
- Jean Löring
- Heinz Lorenz
- Flemming Lund
- Klaus Matischak
- Karl-Heinz Mödrath
- Günter Mühlenbock
- Christian Müller
- Günther Nasdalla
- Helmut Nerlinger
- Horst Nußbaum
- Otto Pfister
- Kurt Pinkall
- Andreas Rettig
- Erich Ribbeck
- Carl-Heinz Rühl
- Hans-Jürgen Scheinert
- Jürgen Schult
- Toni Schumacher
- Bernhard Schwier
- Burkhard Segler
- Hans Sturm
- Jürgen Sundermann

#### SCB Viktoria
- Karsten Baumann
- Jörg Beyel
- Sven Demandt
- Ralf Geilenkirchen
- Matthias Hönerbach
- Andrzej Rudy
- Hans Sarpei
- Bodo Schmidt
- Marko Schröder
- František Straka
- Mark Uth
- Ron-Robert Zieler

#### FC Viktoria
- Jerome Assauer
- Ercan Aydoğmuş
- Aziz Bouhaddouz
- Markus Brzenska
- Daniel Buballa
- Albert Bunjaku
- Fatih Candan
- Claus Costa
- Hamdi Dahmani
- André Dej
- Giovanni Federico
- Timm Golley
- Kevin Holzweiler
- René Klingenburg
- Kai Klefisch
- Connor Krempicki
- Sven Kreyer
- Mariusz Kukiełka
- Philipp Kühn
- Michael Lejan
- Daniel Mesenhöler
- Sebastian Mielitz
- Lukas Nottbeck
- Silvio Pagano
- Nico-Stéphàno Pellatz
- Daniel Reiche
- Jules Reimerink
- Marcel Risse
- Jules Schwadorf
- Andrew Sinkala
- Timo Staffeldt
- Marcus Steegmann
- Albert Streit
- Tim Väyrynen
- Alexander Voigt
- Tobias Willers
- Mike Wunderlich

### Spieler mit den meisten Einsätzen und Toren
Aktuell im Verein aktive Spieler sind fett markiert: (Stand: 10. April 2025)
| Platz | Spieler              | Zeitraum       | Spiele |
| ----- | -------------------- | -------------- | ------ |
| 01    | Mike Wunderlich      | 2011–2021 2023 | 347    |
| 02    | Patrick Koronkiewicz | 2014–2025      | 288    |
| 03    | Simon Handle         | 2017–2025      | 265    |
| 04    | Gero Bisanz          | 1960–1969      | 220    |
| 05    | Willi Rehbach        | 1965–1972      | 200    |

| Platz | Spieler          | Zeitraum            | Tore |
| ----- | ---------------- | ------------------- | ---- |
| 01    | Mike Wunderlich  | 2011–2021 2023      | 194  |
| 02    | Fatih Candan     | 2012–2015 2016–2017 | 61   |
| 02    | Bernhard Schwier | 1957–1962           | 61   |
| 03    | Heinz Lorenz     | 1957–1962           | 49   |
| 04    | Carl-Heinz Rühl  | 1959–1963           | 44   |
| 05    | Simon Handle     | 2017–2026           | 43   |

## Weitere Abteilungen

### E-Sport
Die ersten Gehversuche im E-Sport machte die Viktoria Anfang 2021, dafür hatten die Höhenberger eine Kooperation mit TF eSports GmbH, einem mittlerweile liquidierten Organisator von Online-Turnieren, geschlossen. Im gleichen Jahr folgte auch die erstmalige Teilnahme am DFB-ePokal.
Im August 2022 stellte sich der Verein im Bereich E-Sport neu auf, gemeinsam mit der, von den ehemaligen eSportlern Marvin Hintz und Erhan Kayman gegründeten, „Academy of eSports“ wurde ein Team aus drei Spielern zusammengestellt. Die eSportler der Viktoria konnten im April 2024 den Gewinn der 3. Liga eMeisterschaft feiern.

### Frauenfußball
Im April 2023 wurde die erstmalige Meldung einer Frauenmannschaft für den Ligabetrieb angekündigt.
Die erste Damenmannschaft ging zur Saison 2023/24 in der Kreisliga A Köln, der niedrigsten Spielklasse des Fußball-Verband Mittelrhein, an den Start. Marina Buschinski, die 141 Regionalliga-Partien, unter anderem für die Sportfreunde Siegen und Fortuna Köln, absolvierte, wurde mit dem Aufbau des Teams betraut. Die Olympiasiegerin und zweimalige Torschützenkönigin der Bundesliga Mandy Islacker unterstützte das Team als Spielerin und als Markenbotschafterin. Islacker erzielte in 13 Partien 58 Tore und schloss sich im Januar 2024 dem Frauen-Team des VfB Stuttgart in der Oberliga Baden-Württemberg an. Dem Team gelang in der ersten Saison der Aufstieg in die Bezirksliga, in der zweiten Saison folgte der Aufstieg in die Landesliga.

#### Saisondaten
| Saison                   | Liga                              | Ebene | Platz (von) | Tore   | Punkte |
| ------------------------ | --------------------------------- | ----- | ----------- | ------ | ------ |
| 2023/24                  | Kreisliga A Köln                  | VII   | 1 (14)      | 151:11 | 62     |
| 2024/25                  | Bezirksliga Mittelrhein Staffel 1 | VI    | 1 (12)      | 103:13 | 61     |
| Grün unterlegt: Aufstieg |                                   |       |             |        |        |

#### Sponsoren
| Sponsoren und Ausrüster der Frauenmannschaft von Viktoria Köln | Sponsoren und Ausrüster der Frauenmannschaft von Viktoria Köln | Sponsoren und Ausrüster der Frauenmannschaft von Viktoria Köln | Sponsoren und Ausrüster der Frauenmannschaft von Viktoria Köln | Sponsoren und Ausrüster der Frauenmannschaft von Viktoria Köln |
| Zeitraum                                                       | Ausrüster                                                      | Hauptsponsor                                                   | Ärmelsponsor                                                   | Rücken                                                         |
| -------------------------------------------------------------- | -------------------------------------------------------------- | -------------------------------------------------------------- | -------------------------------------------------------------- | -------------------------------------------------------------- |
| 2023/24                                                        | Capelli Sport                                                  | Wintec Autoglas                                                | Volkswagen OTLG                                                | Vereint! (Stiftung der PSD Bank West)                          |
| 2024/25                                                        | Capelli Sport                                                  | Wintec Autoglas                                                | tracking rail GmbH & Volkswagen OTLG                           | Vereint! (Stiftung der PSD Bank West)                          |
| 2025–                                                          | Joma                                                           | Wintec Autoglas                                                | tracking rail GmbH & Volkswagen OTLG                           | Vereint! (Stiftung der PSD Bank West)                          |

### Inklusion
Eine U17- und eine Ü17-Inklusionsmannschaft wurden im Februar 2023 in den Verein integriert, diese nehmen am Spielbetrieb der FVM-Liga inklusiv teil.

## Ausrüster und Sponsoren

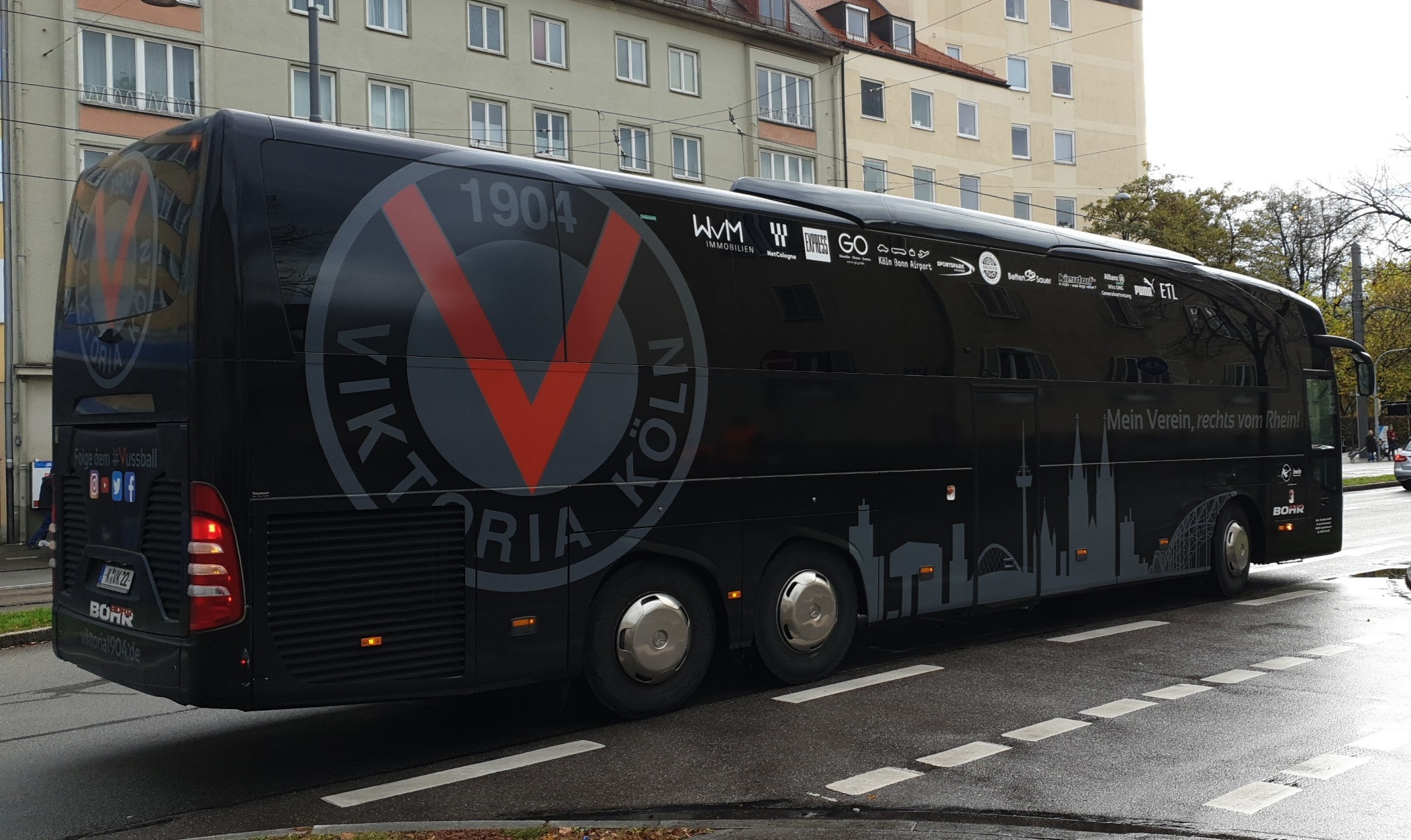
Mannschaftsbus des Vereins mit Abbildungen der Sponsoren in der Saison 2019/20

| Dauer     | Ausrüster     |
| --------- | ------------- |
| 1978–1979 | Erima         |
| 1979–1992 | Adidas        |
| 1993–1998 | Diadora       |
| 2001/2002 | Adidas        |
| 2002–2004 | Goool.de      |
| 2006/2007 | Legea         |
| 2007/2008 | soccolonia    |
| 2011–2018 | Jako          |
| 2018–2021 | Puma          |
| 2021–2025 | Capelli Sport |
| 2025–     | Joma          |

| Dauer     | Sponsor                                                                 |
| --------- | ----------------------------------------------------------------------- |
| 1984–1990 | Küppers Kölsch                                                          |
| 1990–1997 | OVB Holding                                                             |
| 1997–2003 | Flughafen Köln/Bonn                                                     |
| 2003–2011 | keiner                                                                  |
| 2011–2015 | Flughafen Köln/Bonn                                                     |
| 2015/16   | Otto Conrad (Eisenbahnbau- u. Tiefbauges.) FIDUM Bau AG (zur Rückrunde) |
| 2016–2019 | felix1.de (Steuerberatung)                                              |
| 2019–2023 | ETL (Steuer- und Rechtsberatung etc.)                                   |
| 2023–     | Peynooş (Vertrieb mediterraner Käsevariationen)                         |

| Dauer      | Sponsor                |
| ---------- | ---------------------- |
| 2011–2016  | ETL                    |
| 2016/17    | FIDUM Bau AG           |
| 2017–2019  | keiner                 |
| 2019–2020  | Miscanthus Green Power |
| 2020–      | Wintec Autoglas        |
| 2024/25 ZV | Oertel & Prümm         |

| Dauer     | Sponsor                               |
| --------- | ------------------------------------- |
| 2021–2023 | Vereint! (Stiftung der PSD Bank West) |
| 2023–2025 | ETL                                   |
| 2025–     | Oertel & Prümm                        |